# إسحاق ماريون
إسحاق ماريون (بالإنجليزية: Isaac Marion)‏ (30 ديسمبر 1981، سياتل في الولايات المتحدة)؛ كاتب وروائي أمريكي.

## روابط خارجية
- إسحاق ماريون على موقع IMDb (الإنجليزية)
- إسحاق ماريون على موقع قاعدة بيانات الفيلم (الإنجليزية)